# Rapallo Ruentes 1914
La Società Sportiva Dilettantistica Rapallo Ruentes 1914, meglio nota come Rapallo Ruentes,  è una società calcistica italiana con sede nella città di Rapallo (GE).
Milita in Prima Categoria, settima divisione del campionato italiano.
Il nucleo dell'attuale società, il Circolo Sportivo Ruentes, fu fondato l'8 agosto del 1914 ed ebbe quale primo presidente lo studente in legge Eugenio Giuffra. Nel 1936 si sciolse in due distinte società: il GS Littorio e il Dopolavoro Commercio Rapallo per poi ricostituirsi nel 1937 con il nome di Associazione Calcistica Tigullia. Due anni dopo cambiò nome in Associazione Calcistica Rapallo, denominazione che rimase immutata fino al 1984 quando divenne Associazione Calcistica Rapallo Ruentes 1914.
La sua uniforme di gara è una maglia a strisce bianco-nere con pantaloncini e calzettoni bianchi.
Nei suoi oltre cent'anni di storia ha militato, oltre che nei gironi regionali, anche in Serie C nel 1950-51, 1962-63 e dal 1965 al 1968. Il 10 giugno del 1962 il Rapallo Ruentes disputò un'amichevole in Spagna contro il Real Madrid, terminata con una sconfitta 8 a 0.
Attualmente la società, che nell'estate del 2019 aveva incorporato per fusione il club genovese dell'Unione Sportiva Rivarolese, con il conseguente cambio di denominazione, milita nel campionato di Promozione. Nel 2022 la fusione viene annullata e il club torna a chiamarsi Rapallo Ruentes 1914.

## Storia

### Le origini
Ufficialmente la società venne formata, con il nome di Circolo Sportivo Ruentes, l'8 agosto del 1914 con la nomina a presidente del giovane Eugenio Giuffra, studente in legge. Inizialmente, a causa dell'imminente scoppio della prima guerra mondiale e della stagione estiva, costrinse ad indirizzare l'attività sportiva verso il nuoto e il podismo, lasciando quasi nell'ombra il calcio. Il 18 settembre subì la prima sconfitta esterna contro la società chiavarese Entella per 4 reti a 1.
La prima vittoria esterna arrivò, sempre nel 1914, con la nuova società tigullina Lavagnese vincendo in quell'occasione per 3 reti a 1. Il 14 novembre, durante la trasferta a Santa Margherita Ligure contro la Sammargheritese, la squadra con a capo il presidente protestò animatamente contro l'arbitro e il campo sammargheritese, costringendo il rapido ritiro negli spogliatoi con il risultato parziale di 1 a 0 a danno del Ruentes. Il campionato del 1914 proseguì con amichevoli cittadine e con altre squadre comprensoriali, tra cui la Pro Recco il 26 dicembre concludendo la partita con il risultato di parità 4-4 e il giorno seguente - 27 dicembre - con una vittoria per 4 reti a 0 contro il San Filippo di Rapallo.
Il 13 febbraio 1915 venne nominato presidente il ragionerie Gaetano Ettore Vassallo in un clima teso e sconvolto per i primi fragori della Grande Guerra. Il 15 febbraio si giocò nella vicina Zoagli contro la Pro Zoagli, vincendo per 7 reti contro le 4 segnate dalla squadra zoagliese. Nello stesso pomeriggio tre giocatori del Ruentes partirono per il fronte bellico così come molti altri giocatori rapallesi. Seguiranno nello stesso periodo altri incontri di campionato vittoriose quali contro la formazione del Circolo Giovanile di Lavagna (2-1), il 21 marzo con il Pro Lavagna (2-0) ed il 28 marzo contro l'Esperia di Chiavari per 3 reti a 0.
La guerra interruppe i campionati rimandando nei campi da calcio le squadre nazionali, tra cui il Ruentes, solamente nel 1919. La prima partita dopo il conflitto bellico fu disputata a Lavagna contro il Centro Giovanile vincendo 2 reti a 1, risollevando l'onore dei giocatori ruentini distrutti dal fragore bellico e scongiurando un imminente dissolvimento che avrebbe potuto verificarsi dopo lo scioglimento dell'Ardita Juventus di Santa Margherita Ligure durante la guerra.

### Anni venti

Formazione del 1920

Il 28 marzo del 1920, con cerimonia solenne e alla presenza delle autorità civili e religiose, venne ufficialmente inaugurato il nuovo campo sportivo dedicato poi negli anni quaranta al concittadino Umberto Macera, quest'ultimo calciatore e caporalmaggiore del reggimento bersaglieri deceduto in Albania nella seconda guerra mondiale. Prima di allora il Ruentes aveva sempre disputato le gare casalinghe in un campetto, ceduto gentilmente dalla parrocchia rapallese, ma a ragione dell'imminente campionato si decise di edificare un nuovo stadio più consono.
Le partite inaugurali furono contro la Società Sportiva Pro Recco - finita con la parità di 2-2 -, contro l'Aurora di Riva Trigoso (8-2) e la Lavagnese per 8 reti a 3. Il 2 maggio 1920 si disputò la prima partita fuori dal Tigullio contro l'Edera di Genova vincendo per 1 a 0. La breve stagione calcistica dei bianco-neri, divenuti i colori ufficiali sostituendo i precedenti bianco-blu, si concluse con un consultivo di sei vittorie ed un pareggio.
Tra le gare disputate nel campionato 1919-1920 si ricordano le locali: Salus F.B.C. di Camogli vinta 4 a 1 e contro la U.S. Sestrese vinta con 4 reti a 1. Contro le squadre genovesi si ricordano le vittorie contro il Circolo San Giacomo (3-1), lo Sport Club (7-1), i Piccoli Veloci (1-0) e la Serenitas (1-0). L'ultima partita di campionato fu disputata a Genova contro la Società Sportiva Sanità con la vittoria per due reti a zero.
Il 10 dicembre dello stesso anno venne steso il primo statuto, con 55 articoli, nella quale si disciplinerà l'ordinamento della società per il prossimo campionato di Promozione nonostante la presenza del Circolo Sportivo Ruentes in tale schieramento fosse incerta per motivi economici. Fu bandita per risollevare le casse della società una sottoscrizione che vide tra i sostenitori anche il console del Cile Giacomo Castagneto e si organizzarono in città partite di pre-campionato contro l'Unione Sportiva Albarese di Albaro (persa 2 a 4), la Fulgor di Genova (vinta 7 a 2), il 17 dicembre contro la genovese Balilla S.C.V. (2-2), l'Unione Sportiva Cavalletto (vinta 3 a 0), la C.C.S. Santa Margherita di Genova (persa 1 a 3) e la Società Sportiva Alessandro Volta di Genova vinta per 6 reti a 3.
Gli incontri pre-campionato terminarono con le vittorie sulla Società Calcistica Aquila di Genova (3-0), sulla C.C. Orientale (2-1), sul Grifone FBC di Genova (2-1) e nell'ultima partita contro la S.C. Aquila per 10 reti a 1.

#### 1920-1921

Circolo Sportivo Ruentes

Il campionato 1920-1921 vide il Ruentes gareggiare nel girone F assieme al Tigullio di Santa Margherita Ligure, l'Entella di Chiavari, la Società Sportiva Virtus e il Veloce Club Spezia entrambe spezzine. La prima partita fu contro il Tigullio che vide la sconfitta per 1 rete a 2 causato, secondo i resoconti dell'epoca, dal forte campanilismo tra le due squadre delle città costiere vicine. Seguì la vittoria sulla Fiorente F.C. (3-0) e le sconfitte contro l'Entella (3-1) e Società Sportiva Virtus della Spezia (4 a 2).
La successiva partita contro la genovese Balilla S.G.V. - vittoria del Ruentes per 2 a 0 - fu al centro di un'ampia polemica che ebbe strascico sui giornali locali a causa della pubblicazione di una lettera, giudicata all'epoca "ingiuriosa e minacciosa" contro il Ruentes, sul quotidiano Cronache Sportive di Genova. La società ruentina, riunita in seguito in un'assemblea straordinaria, ne richiederà la deplorazione dell'articolo e la nomina di un'apposita commissione d'inchiesta da parte della commissione regionale della F.I.G.C. per verificare e dare un giudizio sulla vicenda. La Federazione, che per istituire la commissione avrebbe dovuto sborsare 1.000 lire, donate in seguito in beneficenza in caso di condanna di una delle due parti, preferì archiviare il caso.
Il campionato - dopo altri incontri con altrettante squadre di Genova e levante ligure - terminò nell'aprile del 1921 con 15 vittorie, 8 sconfitte, 3 nulle o pari, 78 goal fatti e 42 subiti per un totale di 26 partite disputate; la partita con più goal fu contro la genovese Aquila vinta per 13 reti a zero. A sette anni dalla fondazione il 21 agosto 1921 avviene l'inaugurazione del gagliardetto ufficiale del Circolo Sportivo Ruentes a scacchi bianco-nero con il simbolo dei grifoni.

#### 1921-1922

Formazione del 1922

Il campionato di Promozione 1921-1922 vide la collocazione del Circolo Sportivo Ruentes nel girone A della riviera di levante tra le squadre locali del Tigullio di Santa Margherita Ligure e l'Entella di Chiavari; le prime due giornate videro proprio le squadre chiavarese e sammargheritese vincitrici sul Ruentes, la prima per 2 reti a 1 mentre la seconda con un risultato di un goal a zero. L'attività calcistica riprese con incontri amichevoli contro il Tigullio (0-0) e il Sestri Levante 1919 (2-2) dove quest'ultima si ritirò negli spogliatoi per un calcio di rigore concesso alla squadra ruentina.
Il Ruentes superò per 5 reti a 1 il Forti e Veloci di Genova nel 15 gennaio del 1922, dopodiché subì la prima sconfitta dalla genovese Grifone F.B.C. con il risultato di 1 a 0. Dopo un incontro con una rappresentanza inglese il 23 febbraio (2-2) e una breve pausa, il circolo ruentino riuscì a battere il Sestri Levante (2-1) e pareggiando 1-1 con la Fiorente F.B.C. di Genova.
Il campionato si concluse con l'organizzazione delle finali di Promozione e di Terza Categoria. Incontrò il 22 settembre del 1922 la Sampierdarenese - quest'ultima finalista del Campionato Nazionale - perdendo 4 a 0, il 30 settembre le riserve del Genoa (2-2), e in ultimo le due vittoriose partite contro il Risorgimento Calcistico (4-3) e Società Sportiva Serenitas (2-0).

#### 1922-1923
All'inizio del 1923 venne fondato a Rapallo un nuovo circolo sportivo, i Nuovi Calciatori Rapallesi, e il Ruentes partecipò in quell'anno nel campionato di III Divisione Regionale arrivando secondo dopo la Fiorente nel girone di andata; nel girone di ritorno giocò vittoriosamente contro il San Gottardo (5-2) il 18 febbraio, contro la Nazionale Liguria l'11 marzo (6-0) e l'Aquila il 18 marzo per 1 rete a 0. Partecipò alle fasi finali assieme ai Veloci Embriaci di Genova ed al Miramare di Savona nonostante la sconfitta in campionato contro la Fiorente (0-3).
Le finali iniziarono l'8 aprile del 1923 vincendo per 3 a 1 contro il Veloci Embriaci, a seguire la sconfitta con le riserve del Genoa (2-3) e il 22 aprile con la vittoria per 4 a 0 contro la savonese Miramare. A Rivarolo nel 29 aprile si disputa il match contro il Veloci Embriaci con una pesante sconfitta per 5 reti a 0, ma la vittoria con il Miramare fece sì che il Ruentes ebbe lo stesso risultato in classifica con i primi. Il necessario spareggio si giocò sul campo neutro della società Andrea Doria di Genova il 20 maggio del 1923; la partita si concluse con la vittoria dei Veloci Embriaci per 6 a 1 che si qualificarono in II Divisione per l'anno successivo.

#### 1923-1924

Formazione del 1923

La stagione calcistica iniziò con alcuni incontri pre-campionato a Genova contro l'Edera (persa 4 a 2), il 30 settembre con l'Entella terminando il match con il risultato di 1 a 1 e il 7 ottobre contro il Sestri Levante (risultato non pervenuto). Le elezioni del 18 ottobre porteranno la nomina del nuovo presidente Giovanni Felugo, a seguito delle dimissioni del precedente ragionier Vassallo, e la comunicazione della Lega Calcistica di inserire il Ruentes nel girone D. Nel girone di andata la classifica vide il circolo ruentino al terzo posto dopo l'Entella e il Tigullio, mentre il ritorno si concluse al 4º posto con 9 punti (pari merito con il Sestri Levante) dopo il Tigullio, Pegazzano (La Spezia) ed Entella con 11 punti.
Il 4 maggio del 1924 partecipa, oltre a vari incontri amichevoli, alla Coppa Barabino vincendo a Bolzaneto la squadra genovese La Rondine per 9 reti a 1; prima della pausa estiva un nuovo rinnovamento dei soci al consiglio direttivo portò la nomina del presidente Umberto Grasso.

#### 1924-1925
Nell'estate del 1924, nella quale i nuovi dirigenti si dedicarono inoltre alla pallanuoto, il Ruentes affrontò in agosto una partita amichevole casalinga contro una formazione inglese battendola 2 a 1 e il 15 settembre contro il Brignole Sport di Genova (5-0). Altre partite pre-campionato si disputarono a Genova contro la Fulgor il 22 settembre (persa 2-1) e a Rapallo il 28 settembre con il Circolo Libero Sport di Genova (vinta 4-0). Nella stessa giornata fu eletto presidente Manlio Piaggio e fu decisa l'iscrizione al campionato di III Divisione previsto per la metà di novembre.
Il 1º e il 2 novembre, a pochi giorni dall'effettivo inizio del campionato, il Ruentes partecipò alla Coppa Maino assieme ad altre squadre del comprensorio (Tigullio, Entella, Sestri Levante) vincendo la finale contro il Sestri Levante per 2 reti a 1. Inserito nel girone A concluse il campionato al 2º posto con 8 punti preceduto dalla spezzina Pegazzano (11 punti) qualificandosi così alla semifinale contro Italia Nuova, Ventimigliese, Genovese e Grifone Ausonia per la promozione in II Divisione che però vide il Circolo Sportivo Ruentes arrivare quartultimo.

#### 1925-1926

Formazione del 1925

Dopo alcuni incontri calcistici estivi ed autunnali tra cui contro il Pontedecimo (2-1), la sconfitta in trasferta con la Carrarese (2-0) e la nomina del presidente Giovanni Felugo, si organizzò dal 1º al 4 novembre la Coppa d'Argento "Città di Rapallo" vincendo il trofeo cittadino. Il Ruentes fu inserito nell'imminente campionato 1925-1926 dalla Lega Nord della F.I.G.C. nel girone A della Liguria e, forse per reperire nuovi rinforzi monetari, si organizzò nel frattempo una raccolta di fondi per il circolo sportivo.
La prima avversaria del campionato di III Divisione fu l'Entella che riuscì a vincere la partita (3-2) il 28 novembre del 1925, ma gli altri risultati positivi contro la genovese Quarto (4-0), Sestri Levante 1919 (2-3) e Pegazzano (9-0) portarono il Ruentes al 3º posto con 6 punti nel girone di andata. Nello stesso periodo (gennaio 1926) la raccolta fondi che si sviluppò nell'America Latina tra gli emigranti rapallesi raccolse la cifra di 615 pesos (equivalenti a 1.974,50 lire dell'epoca) nella città di Valparaíso e di 835 pesos (2.539,50 lire) a Iquique.
Il girone di ritorno vide la vittoria del Ruentes per cinque volte su sei partite totali conquistando così l'accesso alle fasi finali per la promozione in II Divisione con gli stessi punti della sammargheritese Tigullio (15 punti), ma con un quoziente reti a vantaggio dei ruentini. Il 5 aprile, nelle partite post campionato, riuscì a vincere a Rapallo contro il Parma (quest'ultima campione della I divisione) per 3 reti a 2, ma perse l'amichevole con il Genoa del 14 aprile (5-2).
La FIGC Lega Nord - poco prima dell'estate del 1926 - comunicò la sistemazione dei gironi finali del campionato di III Divisione e il Circolo Sportivo Ruentes fu inserito, per la conquista della II Divisione, assieme a tre squadre della Toscana (Carrarese, Pietrasanta e Signa) e a due squadre dell'Emilia (Faenza e Sassuolo). Le fasi finali del girone di andata si conclusero al secondo posto con 7 punti, preceduto dal Signa con 9 punti, e il girone di ritorno con 14 punti; la classifica fu però rivista a seguito di una denuncia presentata dal Ruentes alla Federazione per presunti atti di corruzione che porterà alla squalifica della società sportiva di Faenza (e al pagamento di una multa pari a 2.000 lire) e garantendo così l'accesso in II Divisione.
Negli stessi tempi venne inoltre comunicata la somma raggiunta della precedente sottoscrizione del campionato 1925-1926 che arrivò a 13.408,20 lire.

#### 1926-1927

Formazione del 1927 durante la partita Fiorenza-Ruentes dell'8 dicembre.

Il Ruentes fu inserito nel girone A del campionato di II Divisione assieme a quattro squadre della Liguria (Vado F.C. di Vado Ligure, Rivarolese di Rivarolo, Corniglianese di Cornigliano e U.S. Genovese di Genova), due del Piemonte (U.S. Valenzana di Valenza e S.S. Nicese di Nizza Monferrato) e tre della Toscana (U.S. Viareggio, S.S. Signa e U.S. Carrarese).
Il girone di andata si concluse con il penultimo posto (6 punti pari merito con il Vado) a seguito delle quattro sconfitte (Carrarese, Rivarolese, Valenzana e Corniglianese), due pareggi (Genovese e Viareggio) e le vittorie (Signa, Nicese); la partita contro il Vado, rinviata per impraticabilità del campo, fu giocata il 23 gennaio del 1927 con la vittoria del Ruentes per 1 rete a zero.
La classifica finale vide la squadra ruentina al 5º posto con 18 punti al termine di un girone di ritorno che ebbe un episodio curioso. Si verificò a Rapallo il 20 febbraio nella partita di recupero contro la Carrarese dove, nel finale, un giocatore di quest'ultima tirò un manrovescio ad un ragazzo rapallese reo di aver schernito il calciatore per tutto il match; quest'ultimo rispose con un pugno che colpì il giocatore che si buttò a terra dolorante. L'episodio fu ripreso da alcuni quotidiani sportivi dell'epoca che documentarono l'accaduto con un tono decisamente scherzoso e quasi ridicolizzante.

#### 1927-1928
Nell'ottobre del 1927 la Federazione comunicò l'inserimento del Ruentes nel girone C di Seconda Divisione Nord assieme alle locali Sestri Levante, Entella, G.S. Odero Terni della Spezia e le toscane U.S. Viareggio, Empoli F.C., Signa, Robur di Siena, Pontedera e U.S. Fiorenza.
Le partite del girone di andata si conclusero favorevolmente per il Ruentes che terminò con una sola sconfitta casalinga contro l'Empoli per 4 a 5; con le vittorie sul Pontedera (1-0), sul Viareggio (3-1), Odero Terni (non pervenuto) e Robur (3-0), e i pareggi con l'Entella (3-3) Le Signe (0-0) e Fiorenza (0-0).
Il ritorno vide il piazzamento al terzo posto, preceduta dalla capolista Viareggio e dai corsari del Sestri Levante, con un punteggio di 22 punti e 9 vittorie su 18 partite disputate. Il match con più reti a favore del Ruentes si ebbe contro la spezzina Odero Terni per 6 a 0.

#### 1928-1929
Nuove disposizioni federali, tra cui l'allargamento dei quadri, permettono al Ruentes il diritto di accedere all'imminente campionato di I Divisione 1928-1929 girone A Nord con sette squadre liguri (Ventimigliese, Savona, Sestrese, Rivarolese, Corniglianese, Sestri Levante e Spezia), due piemontesi (Acqui e Astigiani) e quattro toscane (Carrarese, Lucchese, Viareggio e Pisa). Il campionato ebbe inizio il 30 settembre 1928 giocando a Cornigliano contro la squadra locale (persa 2-1) e il 7 ottobre a Sestri Ponente raggiungendo il pareggio di 2-2; le partite casalinghe si dovettero giocare a Genova poiché il campo sportivo ruentino fu in corso di rinnovamento e di ampliamento.
Dopo i successivi quattro pareggi (Pisa, Entella, Viareggio e Sestri Levante) e le due sconfitte (Lucchese e Carrarese) il Ruentes si ritrovò ultimo nelle fasi finali del girone di andata. Ad inaugurare il nuovo stadio comunale l'8 dicembre fu l'incontro Ruentes-Savona che segnò un'ulteriore sconfitta (3-5) alla quale si aggiunse la successiva perdita contro lo Spezia (2-3); l'ultima partita dell'anno 1928 regalò la vittoria ai ruentini sulla Ventimigliese con un 3 a 1.
L'anno 1929 si aprì con la vittoria sull'Acqui (4-1) e con il pareggio ad Asti che vide così la posizione risalire al penultimo posto nel girone di andata (9 punti). Il campionato si concluse con il Ruentes all'ottava posizione (24 punti) e capolista lo Spezia (41 punti); la sconfitta più pesante si ebbe contro il Viareggio (6-0) e il risultato migliore quello di 5 a 2 contro il Sestri Levante.

#### 1929-1930

la foto è stata scattata nel amichevole contro la Virtus Entella il giocatore infortunato nella foto é Giuseppe Pagliettini
Formazione del 1930 Moretti, Balbi, Capriccioli, Oliva, Barale, Prati, Caraffa, Cappellini, Cò, Boero, Massazza., Pagliettini

Il direttorio federale nel 1929 stabilì l'inizio del campionato 1929-1930 di I Divisione per il 6 ottobre e collocò il C.S. Ruentes con le stesse squadre liguri, piemontesi e toscane nel girone A con la sola aggiunta della lombarda Pro Lissone del comune omonimo.
A causa delle frequenti sconfitte e pareggi il campionato si concluse malamente per la squadra ruentina che si ritrovò penultima con 18 punti, 7 vittorie, 4 pareggi e 13 sconfitte che gravarono la situazione in classifica; il girone fu vinto in quell'anno dalla toscana Libertas Lucca che riuscì a battere la ligure Rivarolese (entrambe a 30 punti) nella finale per 1 rete a 0.

### Anni trenta

#### 1930-1931
Inserita nel girone D del campionato di Prima Divisione disputò il primo incontro con la Vogherese il 28 settembre del 1930 vincendo in casa per 4 reti a 2; il 5 ottobre fu invece sconfitta dal Ventimiglia (risultato non pervenuto) e la domenica successiva pareggiò a Rapallo contro l'Imperia (0-0).
La prima vittoria fu contro la Sestrese (1-2) sul campo di Sestri Ponente il 19 ottobre e grazie ai successi contro l'Abbiategrasso (3-1) e con la Braidese di Bra (4-1) poté arrivare alla testa della classifica nella quinta giornata. Vinta la Rivarolese a Rivarolo (0-1) la vittoria fu destata da un comunicato della FIGC che annullò la partita contro la Braidese poiché l'arbitro, a cinque minuti dalla fine, squalificò il guardalinee braidese sostituendolo con il commissario di campo presente.
Retrocesso quindi al 4º posto riuscì a pareggiare il 17 novembre in casa (0-0) contro la Vigevanesi, quest'ultima prima in classifica e favorita tra le squadre del suo girone; nelle domeniche successive subì due sconfitte contro il Savona (3-1) e contro il Pavia (capolista) il 7 dicembre per 5 reti a 1.
A seguito della successiva perdita e pareggio, Aqui (2-0) e Codogno (2-2), si ritrovò al termine del girone di andata al 10º posto con uguale numero di punti. Nel girone di ritorno tornò alla vittoria con il Ventimiglia (4-1) e con la pesante sconfitta per 5 reti a 0 contro l'Imperia il 18 gennaio del 1931. Seguì la vittoria con la Sestrese (1-0), la sconfitta ad Abbiategrasso (3-1), i due pareggi con la Braidese (0-0) e Rivarolese (0-0) e la sconfitta ad opera dal Vigevano (3-0).
Il campionato si concluse quasi malamente per il Ruentes, l'unica vittoria pre-finale fu contro l'Aqui (4-1), e il vincitore risultò essere il Vigevano come si predette all'inizio del campionato.

#### 1931-1932

Campo sportivo "Littorio", incontro C.S. Ruentes-Sestrese del 1º febbraio 1931.

Nel settembre del 1931 la Federazione comunicò l'inserimento del Ruentes nel girone D del campionato nazionale di Prima Divisione. Il 4 ottobre iniziò il girone di andata vincendo a Rapallo l'Imperia (1-0) e pareggiando 2-2 nella seconda giornata dell'11 ottobre contro il Lucca e il 18 ottobre a Genova con l'Andrea Doria (1-1). Seguirono le due vittorie sul Derthona a Tortona (2-3), in casa con la Rivarolese (2-0) e il pareggio con il Ventimiglia (0-0).
Il 22 novembre nuovo pareggio con la Carrarese a Carrara (2-2) che si ripeté con la Sampierdarenese (0-0) e tali risultati fecero sì che il C.S. Ruentes si collocasse tra le sei squadre su novantuno in totale ancora imbattute del campionato di Prima Divisione; con la successiva vittoria del 13 dicembre sull'Empoli (3-2) si confermò tra le uniche cinque squadre ancora imbattute. Abbandonò tale primato con la conseguente sconfitta a Viareggio (0-1), ma riscattata in casa con la vittoria sul Pontedecimo (1-0).
Il 1932 iniziò con la partita vincente Ruentes-Savona (1-0) del 3 gennaio e con il pareggio del 10 gennaio con l'Aqui (1-1); il girone di andata si concluse, grazie al pareggio con il Pisa (1-1) e alla vittoria con la Sestrese (2-0), con il Ruentes al secondo posto con 19 punti. Il ritorno vide al 31 gennaio la sconfitta con l'Imperia (4-1), il 7 febbraio la vittoria con la Lucchese, la sconfitta in casa subita dall'Andrea Doria (0-3) e al pareggio con il Derthona (0-0); quest'ultimo incontro fu annullato e mandato a disputare in seguito, con il risultato di 1-1, per un reclamo del Ruentes per un errore tecnico arbitrale. Prima di questo match fu giocata la partita con la Rivarolese (1-1) e con la Ventimigliese (1-0).
Il 27 marzo s'incontrò la capolista Sampierdarenese, vincitrice per 3 a 1, e il 1º aprile con la vittoria sulla Carrarese (1-0); seguirono la sconfitta con l'Empoli (3-0) e la vittoria del 24 aprile con il Viareggio (4-0). La vittoria sull'Acqui (3-0) e le due sconfitte finali con il Pisa (2-0) e Sestrese (3-1) portarono il Ruentes al 3º posto con 34 punti.

#### 1932-1933
Il girone D del campionato di Prima Divisione 1932-1933 iniziò il 7 ottobre con la vittoria sul Casteggio (6-0) e il 14 ottobre con il pareggio contro l'Andrea Doria (2-2); seguirono il successivo pareggio casalingo con la Sestrese (1-1) e la sonora sconfitta del 23 ottobre contro la squadra tortonese del Derthona (7-1). Il campionato ricominciò il 7 novembre, a seguito della pausa dei match per la partita della Nazionale Italiana Nord Ovest contro la Polonia (5-2) giocata a Genova, con la vittoria sulle riserve del Genoa (1-0). Ulteriori sconfitte contro il Vado (1-0) in trasferta e in casa con l'Imperia (0-3); seguirono i due pareggi con il Ventimiglia (1-1) e con il Pontedecimo (0-0), mentre la partita in trasferta a Casale Monferrato contro il Casale fu sospesa per nebbia. La partita fu recuperata l'8 gennaio 1933 con il pareggio di 0-0 dopo l'incontro vittorioso con il Sestri Levante 1919 (2-1). Il girone di andata si concluse, dopo le due sconfitte con il Savona (2-0) e Alessandria Calcio 1912 (2-1), con il terz'ultimo posto in classifica.
Nel girone di ritorno vinse cinque partite (Andrea Doria 1-0; Vado 3-1; Pontedecimo 5-2; Casale 1-0; Voghera 1-0), pareggiò tre incontri (Sestrese 0-0; Casteggio 2-2; Savona 2-2) e perse sei matches (Vogherese 2-1; Derthona 2-1; Imperia 0-2; Ventimiglia 0-2; Genoa 1893 1-2; Alessandria 1-4) arrivando terzultima con 22 punti.

#### 1933-1934
Il girone E del campionato di Prima Divisione 1933-1934 iniziò con la sconfitta casalinga per 2 reti a 1 contro l'Alassio e la domenica successiva con un pareggio (1-1) con le riserve del Genoa; la prima vittoria si ebbe in casa contro l'Entella di Chiavari (1-0) e in quella occasione lo stadio "Littorio" fu dotato del primo impianto di altoparlanti per il pubblico.
Seguirono le sconfitte con le riserve dell'Alessandria U.S. (0-1) e con l'Imperia (4-0); le successive partite finirono con una vittoria sulla Sestrese (2-0), la sconfitta del 30 ottobre con l'Andrea Doria (3-0), la vittorie con l'Acqui (2-1) e Corniglianese (1-0), il 2 novembre la sconfitta con il Vado F.C. (4-2) e il recupero con il Pontedecimo con una sconfitta per 2 a 0.

#### Fine decennio

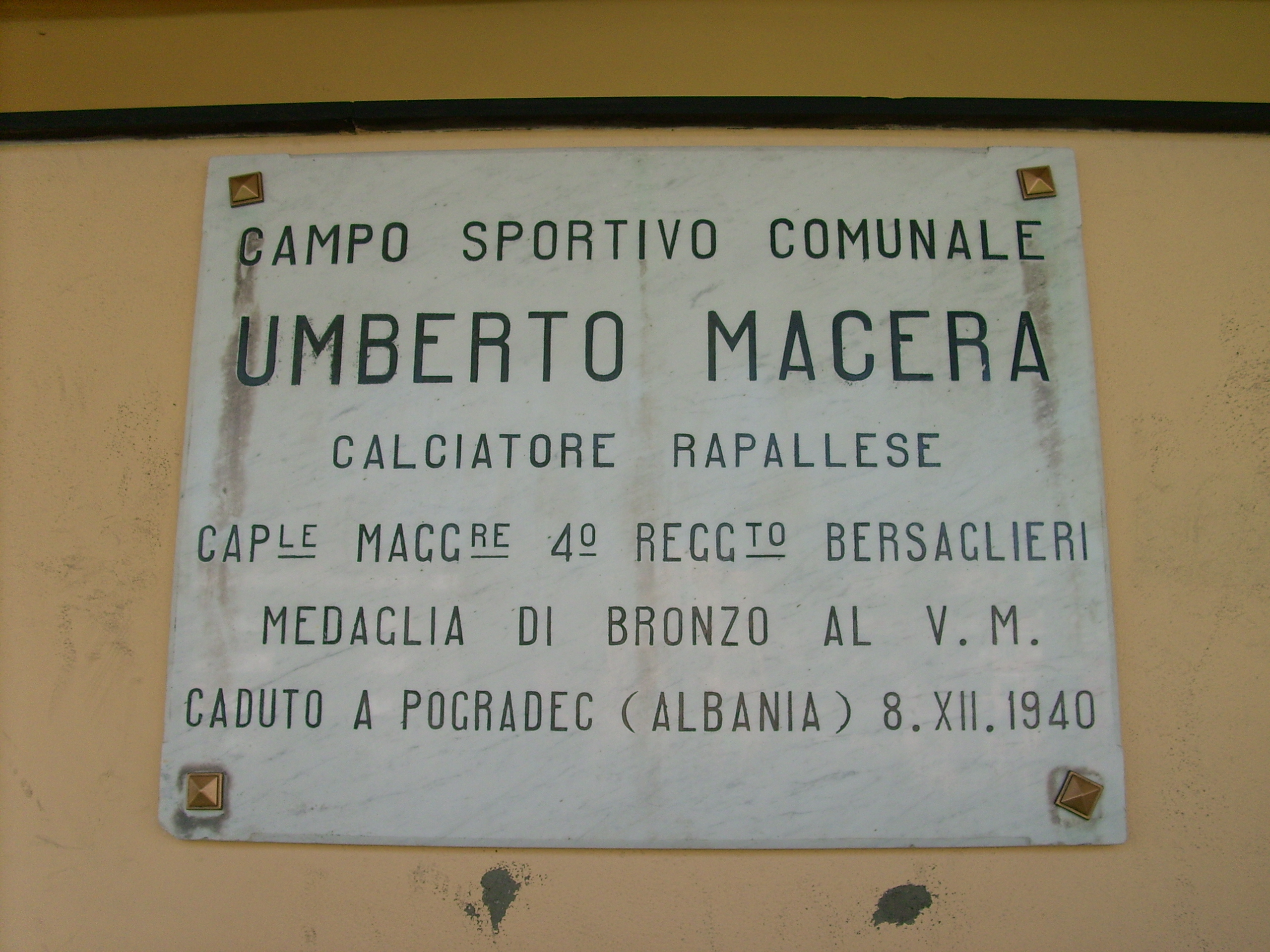
La targa in memoria di Umberto Macera

Le ridotte le iscrizioni, dovute a importanti eventi politici, obbligano la Federazione a riformare i campionati, trasformando gli 8 gironi della ex Prima Divisione nella nuova Serie C ridotta a soli quattro gironi nazionali. Il Ruentes è costretto ad iscriversi ai campionati regionali di Prima Divisione terminando la stagione 1935-36 a metà classifica.
Nel campionato 1936-1937 si scioglie il Ruentes e nasce il G.S. Littorio e il Dopolavoro Commercio Rapallo, che parteciperanno al campionato provinciale di Seconda Categoria della Sezione Propaganda (vinto dal Dopolavoro Commercio, e secondo posto per il G.S. Littorio).
Nel settembre del 1937 il Ruentes cambia il nome in Polisportiva Rapallo, ma la nuova società rapallese ha vita breve, infatti, ai primi di ottobre viene sciolta, e il nome sostituito con A.C. Tigullia. La nuova società partecipa alla Prima Divisione regionale riuscendo a conquistare la Serie C con ben 25 punti. Nel campionato 1938-1939 concluderà al 5º posto in classifica, così come il successivo 1939-1940 sostituendo ai primi di ottobre la A.C. Tigullia con la A.C. Rapallo.

### Anni quaranta
Il campionato 1940-1941 si colcluse al 7º posto con 24 punti, così il successivo 1941-1942, ma al sesto posto e con 35 punti in classifica. Nel campionato 1942-1943 concluse all'11º posto e soli 8 punti. I campionati si fermarono per due anni a causa della seconda guerra mondiale, fino al 1945 che vide la nascita della nuova Rapallo nata proprio il 12 agosto 1945.
I campionati 1945-1946 e 1946-1947 furono disputati nella Serie C gestita dalla Lega Interregionale Nord, classificandosi al primo posto (perdendo le finali) e al terzo posto nelle due singole stagioni. Finì invece all'11º posto durante la stagione 1947-1948, a pari merito con il Varazze.
Nei campionati 1948-1949 e 1949-1950 il Rapallo giocò nel girone di Promozione, ex Serie C, arrivando a metà classifica nel primo anno e al primo posto nel secondo, acquistando il diritto di giocare nella nuova Serie C Nazionale.

### Anni cinquanta

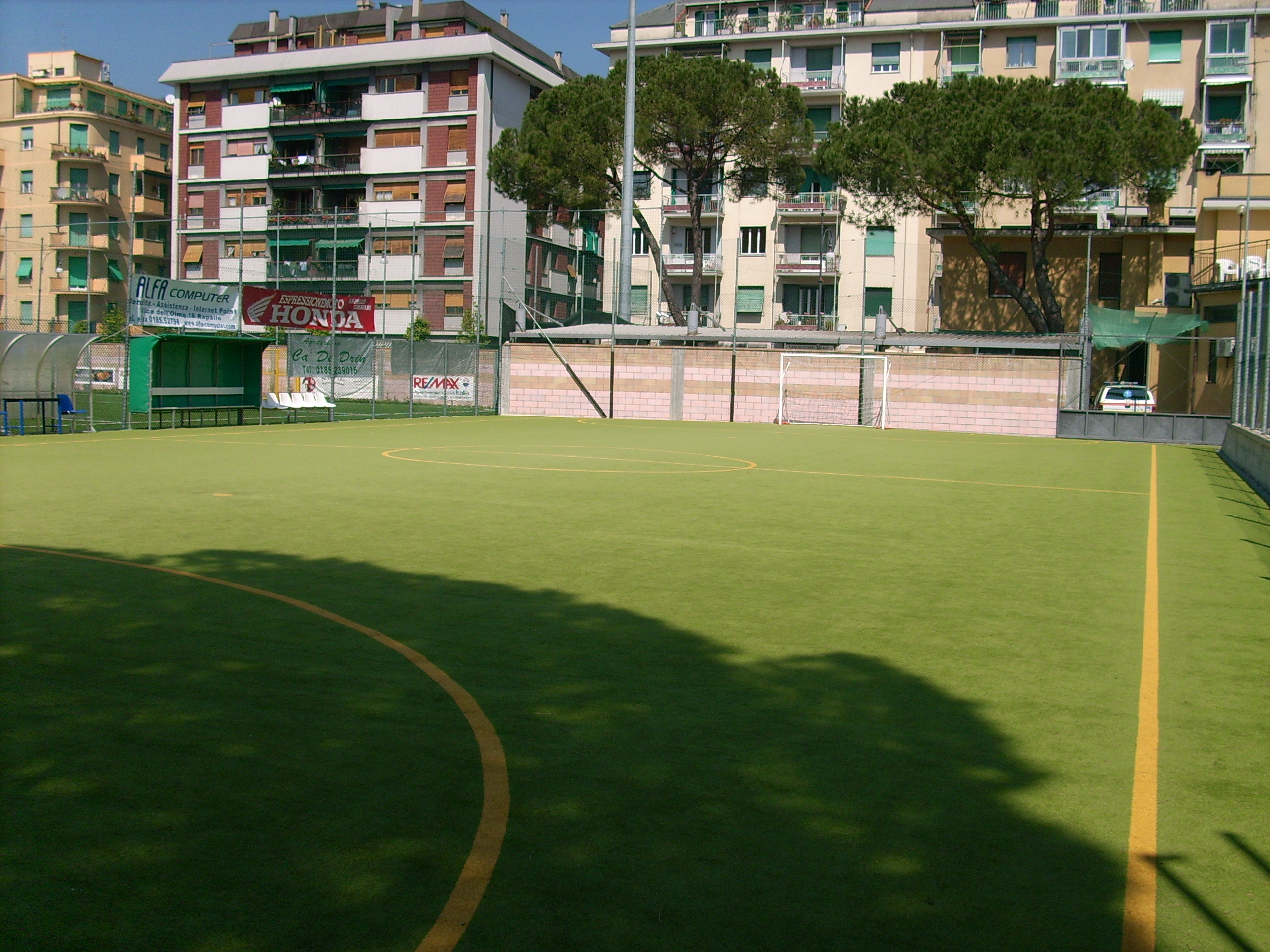
Campo a 5

Nel campionato 1950-1951 la squadra si classificò al decimo posto con 37 punti. La successiva stagione 1951-1952 fu una delle peggiori della storia ruentina. Il Rapallo Ruentes, terzo in classifica, a un certo punto del campionato, alle spalle di Cagliari e Sambenedettese, a causa di un pessimo girone di ritorno, retrocesse in IV serie, perdendo in casa, all'ultima giornata, la partita decisiva contro il Siena.

Rino Di Fraia con la maglia del Rapallo Ruentes nel campionato di Serie C 1951-1952.

La partita, disputata al Macera di Rapallo il 25 maggio 1952, vide la sconfitta dei ruentini per 2-1, risultato che consentì agli avversari del Siena di salvarsi, e fu caratterizzata da una contestata direzione arbitrale, culminata in un calcio di rigore non concesso al Rapallo. La rabbia dei tifosi locali, unita alla forte rivalità con i sostenitori senesi, fece sì che la situazione degenerasse. Al termine della partita, i tifosi rapallesi invasero il campo, cercando il confronto con l'arbitro, costretto a riparare negli spogliatoi, con la conseguente sospensione del campo per un anno, pena poi ridotta a sei mesi.
Si ripartì così nuovamente dalla IV Divisione o Serie D per i campionati 1952-1953, 1953-1954, 1954-1955, 1955-1956 stabilizzandosi sempre a metà classifica. Nella stagione 1956-1957 rischiò la retrocessione, ma venne ripescata dalla Federazione per meriti sportivi e quindi riammessa in Serie D per tutti i campionati 1958-1959 e 1959-1960.

### Anni sessanta
Gli anni sessanta iniziarono con la voglia di ritornare in Serie C, ma così non avvenne nella stagione 1960-1961 che vide il Rapallo concludere la stagione al terzo posto, dietro all'Empoli Football Club (primo in classifica) e alla ligure Imperiese. La riscossa del Rapallo si fece valere invece nel campionato 1961-1962 dove riuscì a riprendere il primo posto e il diritto per la serie superiore, superando l'Entella e il Viareggio. Il campionato 1962-1963, in Serie C girone B, si conclude con una posizione media nella classifica. Nel campionato seguente (1963-1964) l'ultimo posto insieme al Vis Pesaro fa retrocedere nuovamente la squadra in Serie D, ma prontamente riconquistata con il primo posto nella stagione 1964-1965 superando di due punti l'Asti.
I successivi campionati 1965-1966, 1966-1967 si conclusero quasi sempre con una posizione media nelle classifiche, a parte il 1967-1968 quando si salvò dalla retrocessione le ultime giornate di campionato. Stessa fortuna non si ebbe nella stagione 1968-1969 quando assieme ad Asti e Cremonese viene nuovamente retrocessa in Serie D, lasciando per sempre la Serie C.
La speranza di un nuovo ritorno nella serie superiore si ferma al 4º posto nella stagione 1969-1970.

### Anni settanta
Nel campionato disputato nel 1970-1971 riesce a salvarsi dalla retrocessione in Promozione (con 10 punti in classifica, davanti al Casale), ma non nella stagione 1971-1972 quando retrocesse dopo lo spareggio con l'U.S. Ivrea Calcio. Nell'aprile del 1972, muore il presidente Armando Bogliardi chiamato familiarmente dai tifosi ruentini il presidentissimo. Nel 1972-1973 disputò il campionato di Promozione, concludendo al terzo posto con 38 punti.
Nei campionati 1973-1974 e 1974-1975 viene posta in Promozione, dove però retrocede nuovamente in Prima Categoria dopo aver pareggiato la partita decisiva contro la Loanese (1-1). Nel campionato 1975-1976 milita quindi in Prima Categoria arrivando secondo e ripescato per meriti sportivi nella categoria superiore.
Negli anni che vanno dal 1976 al 1980 disputò gare calcistiche nel campionato di Promozione, fino al 18 giugno 1980, quando la società si fonde con il Quarto San Desiderio militante in Serie D. La nuova società assunse la denominazione di A.C. Rapallo San Desiderio e indossò la tradizionale casacca bianco-nera, disputando il campionato di Serie D semiprofessionista. Tra i giocatori che si distinsero nella promozione si ricordano Mauro Tellini e Aldo Balducci.

### Anni ottanta
Gli anni ottanta iniziano quindi con il nuovo debutto nel campionato Interregionale (ex Serie D), salvandosi nella stagione 1981-1982 dalla retrocessione con 25 punti in classifica. Nello stesso anno arriva alla semifinale di Coppa Italia Nazionale venendo eliminata dal Leffe (0-0 e 1-1 sconfitti ai calci di rigore), dopo aver brillantemente eliminato ai quarti di finale l'Olbia.
Nella stagione 1982-1983 dopo aver concluso con un quarto posto, accede alle finali della Coppa Liguria contro la Busallese, giocata allo stadio Luigi Ferraris di Genova. Al quinto posto si assestò nel 1983-1984 e a metà classifica in quello successivo. Nell'estate del 1985 viene nuovamente fondata la A.C. Rapallo Ruentes 1914.
Viene retrocessa in Promozione alla fine del campionato 1985-1986 con soli nove punti in classifica. Nella stagione 1987-1988 durante la Coppa Italia viene eliminata al terzo turno dal Brescello, ma con un gran campionato alle spalle (56 goal fatti contr gli 11 subiti). Nel 1990 viene nuovamente promossa in Interregionale.

### Anni novanta

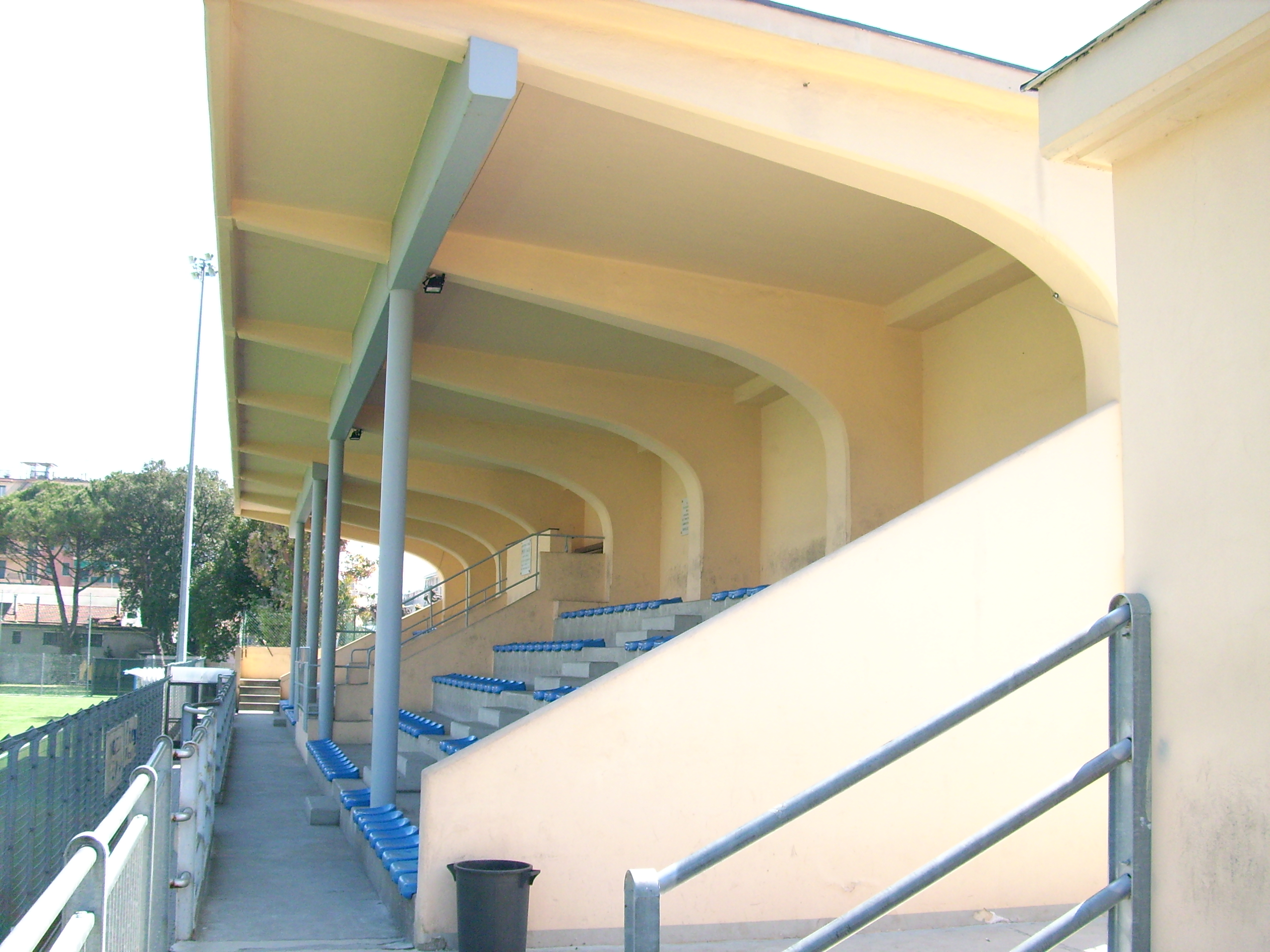
Le tribune del campo Macera

Nelle stagioni 1990-1991 e 1991-1992 ha militato nel campionato Interregionale, poi trasformato nel Nazionale Dilettanti con discreti risultati. Nella stagione 1992-1993 arriva al terzo posto, aggiudicandosi lo spareggio contro il Livorno. In palio tra le due squadre l'ambita Serie C2 che, dopo la gara giocata sul campo neutro di Alessandria, aggiudicherà la vittoria per un punto sulla classifica ai livornesi; quarto posto nella stagione 1993-1994.
Nei campionati a seguire la società vive momenti difficili: nella stagione 1994-1995 retrocede in Eccellenza e nel campionato 1995-1996 retrocede ancora in Promozione. Nella stagione 1996-1997 si piazza quinta in classifica, mentre l'annata successiva (1997-1998) una nuova retrocessione la portò in Prima Categoria. Riuscì a conquistare la serie superiore solo nel campionato 1999-2000.

### Gli anni duemila
Il nuovo millennio non porta benefici al Rapallo Ruentes che nella stagione di Promozione 2000-2001, dopo la penalizzazione di 6 punti, rischia la retrocessione in Prima Categoria, salvo poi essere salvata in extremis per meriti sportivi dalla Federazione; il campionato successivo riuscì a salvarsi con soli 38 punti e al tredicesimo posto in classifica.
Nel 2002-2003 quattro punti di penalizzazione, inflitti dalla Federazione, gettano la squadra in Prima Categoria, ma acquistando i diritti sportivi del Casella Calcio (militante in Promozione) poté disputare l'anno successivo quella categoria.
Nel 2003-2004 le partite casalinghe del campionato (che si conclude a 33 punti e undicesimo in classifica) sono disputate in trasferta per indisponibilità dello stadio comunale Macera, dovuto a lavori di ridimensionamento della struttura. Nel 2004-2005 la società diventa S.p.A. ossia ad azionariato popolare e nel dicembre il Rapallo partecipa all'Expo Goal 2005 come unica società dilettantistica italiana.
Nei successivi campionati 2005-2006 e 2006-2007 militò ancora nel campionato di Promozione; il 16 maggio del 2007, in campo neutro presso il "Daneri" di Caperana (Chiavari) perde per due reti a uno il decisivo spareggio playout contro il Moneglia Calcio, condannando così la società ruentina alla retrocessione in Prima Categoria nel successivo campionato 2007-2008.

### Il fallimento

Il precedente stemma in uso fino al 2007

La retrocessione in Prima Categoria, presunti debiti finanziari della società verso la squadra e verso lo stesso Comune di Rapallo porteranno il Rapallo Ruentes ad un lento fallimento durante l'estate del 2007. La società - nonostante non avesse più una squadra regolare - riuscì comunque ad iscriversi nel campionato 2007-2008 del girone spezzino, ma di fatto non disputò mai nessun incontro.
Nelle prime quattro giornate del campionato le avversarie che avrebbero dovuto giocare contro il Rapallo (Casarza Ligure, Tarros Migliarina, Sestieri, Ceparana) le furono assegnate le vittorie a tavolino per l'assenza sul terreno di gioco della squadra rapallese: il 14 ottobre 2007, dopo la quarta rinuncia del Rapallo Ruentes, nel proprio stadio comunale contro la squadra spezzina del Ceparana, la F.I.G.C. del comitato locale di Chiavari, ne dichiarò ufficialmente la cancellazione dal campionato in corso e dai ruoli federali.

### La rifondazione e gli ultimi anni
Nel 2008 l'unione della società Sammargheritese 1903 (militante in Eccellenza) di Santa Margherita Ligure con il Sant'Ambrogio Zoagli di calcio a cinque, con sede a Rapallo, portò alla fondazione dell'A.S.D. Rapallo; grazie al precedente titolo della società sammargheritese il nuovo Rapallo poté disputare il campionato di Eccellenza della stagione 2008-2009. Nonostante una notevole campagna acquisti estiva voluta dalla presidenza di Gianni Fossati - comprensiva di elementi tra i più validi del panorama calcistico ligure - la Ruentes non raggiunse l'obiettivo prefissato della promozione in Serie D, classificandosi al terzo posto con 56 punti.
Nel successivo campionato 2009-2010 la squadra si mantiene su ottimi livelli classificandosi al quinto posto con 51 punti, mentre nel campionato 2010-2011 si classificò all'ultimo posto, con un totale di 22 punti, con la matematica retrocessione diretta nel girone di Promozione nella stagione 2011-2012 con una nuova denominazione (A.C.D. Rapallo R. 1914) e cambio dei vertici presidenziali e tecnici. Nella stagione 2012-2013, terzultima, retrocede nel campionato di Prima Categoria. Nella stagione 2013-2014 si iscrive al campionato di Prima Categoria girone B, ma non riuscendo ad allestire una rosa e non presentandosi nelle prime quattro partite viene esclusa dal campionato dalla F.I.G.C. e retrocessa in Terza Categoria.
Nella stagione 2014-2015, grazie all'acquisizione del titolo societario dall'U.S.D. Vallesturla 1970 di Borzonasca, si iscrive al campionato di Eccellenza arrivando alla nona posizione. L'anno seguente si salva ai play-out contro la Cairese. Sotto la guida di Davide Marselli seguiranno un decimo posto nel 2016-2017 e un'incredibile salvezza nel 2017-2018 con 27 punti guadagnati nel solo girone di ritorno. Nella stagione 2018-2019, posizionata al 12º posto in classifica, si salva ai play-out contro il Ventimiglia Calcio.
Nell'estate 2019, dopo una trattativa post campionato, viene ufficializzata la fusione per incorporazione tra il Rapallo R. 1914 e la Rivarolese 1919, quest'ultima militante nella stessa categoria di Eccellenza e di sede presso la delegazione di Genova Rivarolo. La società, che assume la denominazione ufficiale di S.S.D.R.L. Rapallo R. 1914 Rivarolese, si divide nello svolgimento delle partite e allenamenti della prima squadra presso il "Macera" di Rapallo mentre l'ex settore giovanile e juniores presso l'impianto genovese "Torbella" di Rivarolo.
Decimo posto nella stagione 2019-2020, sesto nel 2020-2021 e al secondo piazzamento nel 2021-2022 (eliminato nella seconda fase dei play-off), nell'estate 2022 il sodalizio tra il Rapallo Ruentes e l'ex Rivarolese si scioglie e la società rapallese cambia ufficiosamente denominazione in Rapallo Ruentes 1914 (tuttavia nei documenti ufficiali della F.I.G.C. compare sempre la precedente denominazione Rapallo R. 1914 Rivarolese). Al quattordicesimo posto nella stagione 2022-2023, dopo aver perso ai play-out, retrocede nel campionato di Promozione per la stagione 2023-2024.

## Strutture

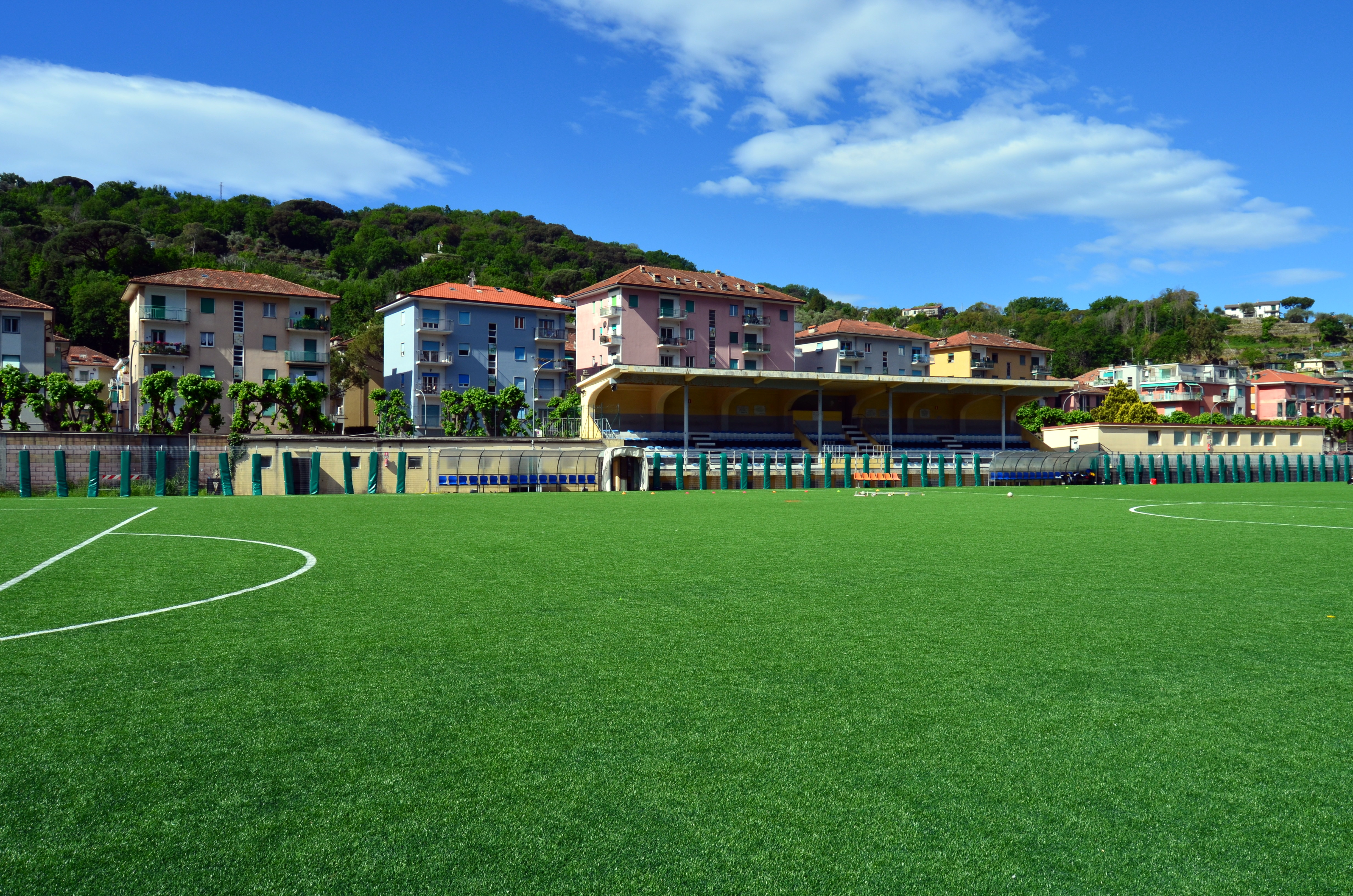
Il campo sportivo "Umberto Macera"

### Stadio
Il Rapallo Ruentes 1914 disputa le sue partite casalinghe presso il locale campo sportivo comunale "Umberto Macera".
L'impianto sportivo attuale venne realizzato tra il 1919 e il 1920, ufficialmente inaugurato il 28 marzo 1920, intitolato "Littorio" durante il ventennio fascista. Successivamente fu intitolato al concittadino Umberto Macera, quest'ultimo caporal maggiore del reggimento bersaglieri, caduto nel 1940 a Pogradec (Albania) durante la seconda guerra mondiale, insignito della medaglia di bronzo al valor militare e nonché calciatore del Circolo Sportivo Ruentes.
Dopo alcuni lavori di rifacimento negli anni novanta, il sito sportivo è stato oggetto di interventi strutturali nel periodo tra il 2002 e il 2004 con la costruzione, nella zona di confine con la bocciofila comunale, del nuovo campetto per il calcio a 5 e dei nuovi spogliatoi, e ancora di nuovi locali adibiti a magazzini e sedi delle varie società sportive, dei bagni pubblici nella zona antistante la tribuna storica degli anni venti e una nuova illuminazione con torri faro (non presente fino ad allora). La revisione strutturale ha portato alla rimozione, oltreché della tribuna ospiti nella zona a nord dell'impianto in virtù della nuova viabilità stradale e parcheggi, anche della circolare ellittica pista d'atletica in terra battuta (una delle già poche presenti nel territorio levantino della Liguria). Conseguentemente la capienza totale dell'impianto sportivo è stata ribassata, per motivi di sicurezza e circolari ministeriali e F.I.G.C., ai 378 spettatori. Nel 2005 l'erba naturale del campo di gioco a 11 è stata sostituita da un manto in erba sintetico e ancora nel 2016 quando nuovi lavori hanno portato al rifacimento in sintetico dei due campi con impianto di irrigazione automatica; nei stessi lavori è stata ripristinata una prefabbricata tribuna spettatori ospiti e bagni pubblici nella zona a nord. Nell'estate 2023 il campo sportivo ha visto una conversione dell'impianto elettrico a luci led (sia struttura che terreno di gioco a 11).

## Società

### Organigramma societario
- Giuseppe Perpignano - Presidente
- Roberto Torre - Allenatore

## Allenatori e presidenti

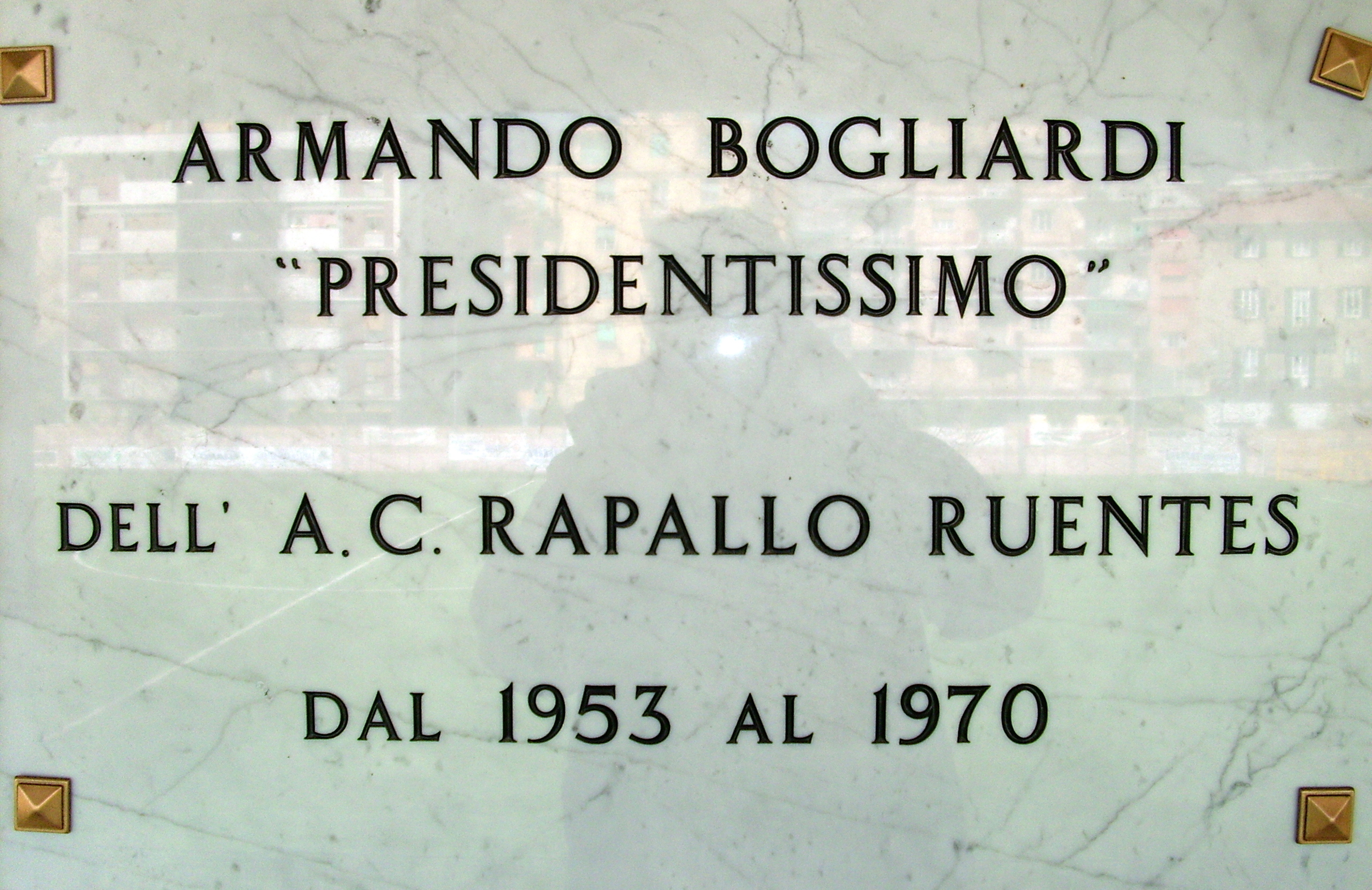
Targa in memoria dello storico presidente Armando Bogliardi (1953-1970).

- 1914-1915 Eugenio Giuffra
- 1915-1923 Ettore Vassallo
- 1923-1924 Giovanni Felugo
- 1924-1924 Umberto Grasso[23]
- 1924-1925 Manlio Piaggio
- 1925-1935 Giovanni Felugo
- 1935-1937 Attilio Crovo[24]
- 1937-1939 Paolo Cardile
- 1939-1941 Italo Perosio
- 1941-1942 Gaetano Mussi[24]
- 1945-1947 Dante Bogliardi
- 1947-1948 Camillo Sanguineti
- 1948-1949 Rodolfo Bonanni
- 1949-1952 Michele Rovegno
- 1952-1953 Umberto Canessa[24]
- 1953-1970 Armando Bogliardi
- 1970-1973 Bernardo Moretti[24]
- 1973-1974 Vinicio Temperini
- 1974-1975 Bruno Giubbani
- 1975-1976 Gino Medio
- 1976-1978 Bruno Giubbani
- 1978-1979 Giorgio Mussini
- 1979-1980 Giuseppe Priolo
- 1980-1982 Franco Lazzarini
- 1982-1983 Renzo Sacco
- 1983-1985 Nicola Pugliese
- 1985-1986 Enzo Verrone
- 1986-1988 Roberto Tosi
- 1988-1989 Jacopo Taccini
- 1989-1990 Rodolfo Mazzoni
- 1990-1991 Aldo Scattizzi
- 1991-1992 Aldo Scattizzi[25]
- 1992-1993 Raffaele Morelli
- 1993-1994 Carlo Caresana
- 1994-1995 Umberto Paganelli
- 1995-1996 Mario Danè
- 1996-1997 Roberto Cazzio
- 1997-1999 Raffaele Morelli
- 1999-2000 Luca Garibotti
- 2000-2003 Giorgio Bennati
- 2003-2007 Francesco D'Alessandro
- 2008-2010 Gianni Fossati
- 2010-2012 Silvano Solari
- 2012-2017 Raffaele Morelli
- 2017-2020 Maurizio Verrini
- 2021- Giuseppe Perpignano

## Palmarès

### Competizioni nazionali
- Serie D: 2

1961-1962 (girone A), 1964-1965 (girone A)

### Competizioni regionali
- Prima Divisione: 1

1945-1946 (girone B)
- Promozione: 2

1949-1950 (girone F), 1989-1990 (girone B)
- Prima Categoria: 1

1999-2000 (girone C)
- Campionato italiano di terza divisione: 1

1925-1926 (girone A)

## Statistiche e record

### Partecipazione ai campionati
In 97 stagioni sportive a partire dall'incardinamento nel sistema della FIGC nel 1920:
- 53 campionati nazionali
- 42 campionati regionali
- 1 stagione di semi-inattività (a causa del fallimento)

#### Campionati nazionali
In 52 stagioni sportive a partire dall'esordio a livello nazionale nella fase primaverile della Terza Divisione nel 1926:
| Livello | Categoria                       | Partecipazioni | Debutto   | Ultima stagione | Totale |
| ------- | ------------------------------- | -------------- | --------- | --------------- | ------ |
| 3°      | Terza Divisione                 | 1              | 1925-1926 | 1925-1926       | 24     |
| 3°      | Seconda Divisione               | 2              | 1926-1927 | 1927-1928       | 24     |
| 3°      | Prima Divisione (FIGC)          | 6              | 1928-1929 | 1934-1935       | 24     |
| 3°      | Serie C                         | 15             | 1938-1939 | 1968-1969       | 24     |
| 4°      | Seconda Divisione (FIGC)        | 2              | 1935-1936 | 1937-1938       | 18     |
| 4°      | Promozione                      | 2              | 1948-1949 | 1949-1950       | 18     |
| 4°      | IV Serie                        | 7              | 1952-1953 | 1958-1959       | 18     |
| 4°      | Serie D                         | 7              | 1959-1960 | 1971-1972       | 18     |
| 5°      | Serie D (LNSP)                  | 1              | 1980-1981 | 1980-1981       | 11     |
| 5°      | Campionato Interregionale       | 7              | 1981-1982 | 1991-1992       | 11     |
| 5°      | Campionato Nazionale Dilettanti | 3              | 1992-1993 | 1994-1995       | 11     |

#### Campionati regionali
In 41 stagioni sportive a partire dall'esordio a livello regionale in Promozione nel 1920:
| Livello | Categoria         | Partecipazioni | Debutto   | Ultima stagione | Totale |
| ------- | ----------------- | -------------- | --------- | --------------- | ------ |
| 1°      | Terza Divisione   | 3              | 1922-1923 | 1924-1925       | 21     |
| 1°      | Prima Divisione   | 1              | 1945-1946 | 1945-1946       | 21     |
| 1°      | Promozione (LND)  | 11             | 1972-1973 | 1989-1990       | 21     |
| 1°      | Eccellenza        | 11             | 1995-1996 | 2020-2021       | 21     |
| 2°      | Promozione (FIGC) | 2              | 1920-1921 | 1921-1922       | 13     |
| 2°      | Promozione (LND)  | 11             | 1996-1997 | 2012-2013       | 13     |
| 3°      | Prima Categoria   | 3              | 1975-1976 | 1999-2000       | 3      |